# 2924 Mitake-mura
2924 Mitake-mura là một tiểu hành tinh vành đai chính với chu kỳ quỹ đạo là 1794.1782504 ngày (4.91 năm).
Nó được phát hiện ngày 18 tháng 2 năm 1977.